# Качмазов, Сослан Владимирович
Сослан Владимирович Качмазов (род. 14 июля 1991, Владикавказ) — российский футболист, защитник клуба «Алания». Играл в высших дивизионах Молдавии и Армении.

## Биография
Воспитанник футбольной школы владикавказской «Алании», в 2010 году выступал за её дублирующий состав в первенстве дублёров. В 2011 году дебютировал во втором дивизионе в составе команды ФАЮР из Беслана.
Весной 2012 года перешёл в молдавскую «Олимпию». Первый матч в чемпионате Молдавии сыграл 6 мая 2012 года против «Зимбру», выйдя на замену на 71-й минуте вместо Сергея Гусакова. Всего за календарный год сыграл 20 матчей в чемпионате страны.
В 2013 году вернулся в Россию и стал выступать за «Аланию», в сезоне 2013/14 играл за дубль, а затем — за основной состав. За три неполных сезона футболист сыграл 52 матча во втором дивизионе.
В начале 2016 года защитник снова уехал за границу, на этот раз в армянский «Бананц». Дебютный матч в чемпионате Армении сыграл 2 марта 2016 года против «Пюника». Всего за календарный год сыграл 15 матчей в чемпионате страны. Со своей командой завоевал Кубок Армении сезона 2015/16, в том числе играл в финальном матче против «Мики». Также выступал в матчах Лиги Европы против кипрской «Омонии».
После ухода из «Бананца» был на просмотре в белорусском «Нафтане», но уехал из команды из-за разногласий с главным тренером Олегом Сидоренковым. В 2017—2018 годах играл на любительском уровне за «Кубань Холдинг» (Павловская), становился чемпионом Краснодарского края.
Летом 2018 года вернулся в родной город, подписав контракт с клубом «Спартак» Владикавказ. Через год в июле 2019 года стал игроком вновь воссозданной «Алании».